# Helicòpter d'atac

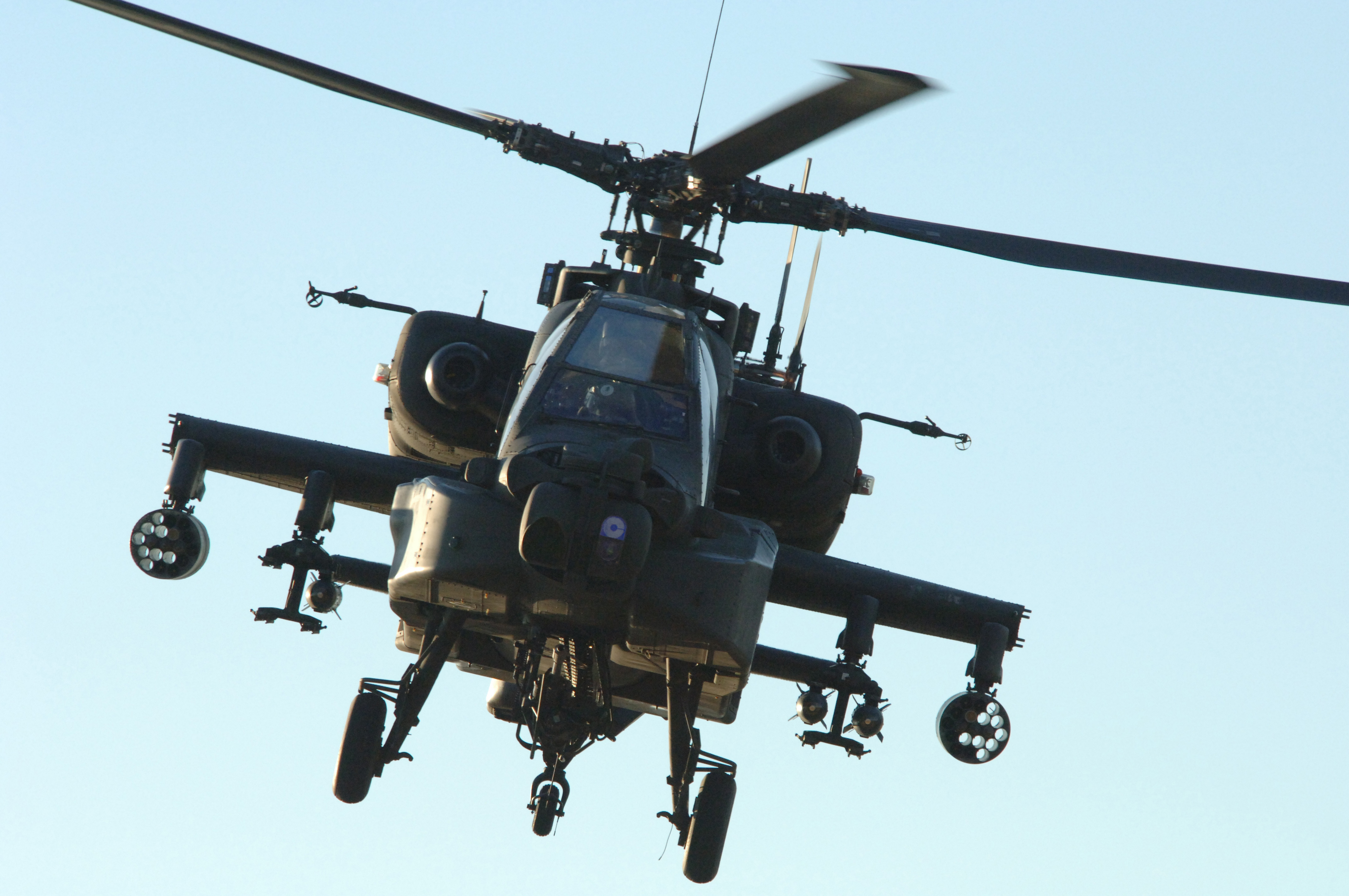
Vista frontal d'un AH-64 Apache nord-americà, a més del canó automàtic porta míssils antitancs i contenidors de 19 coets.

Un  helicòpter d'atac  és un helicòpter militar específicament dissenyat i fabricat amb sensors i armament dedicat a atacar objectius terrestres, com ara infanteria, vehicles blindats i estructures de l'enemic. L'armament usat en els helicòpters d'atac acostuma a incloure canons automàtics o metralladores pesants, coets i míssils antitancs. Alguns helicòpters d'atac també tenen capacitat per disparar míssils aire-aire de curt abast. Les missions principals dels helicòpters d'atac són el suport aeri proper a les unitats terrestres i, per altra banda, la destrucció de vehicles cuirassats i mecanitzats. També són utilitzats per complementar a helicòpters més lleugers, com l'OH-58 Kiowa, en missions de reconeixement armat.

## Història

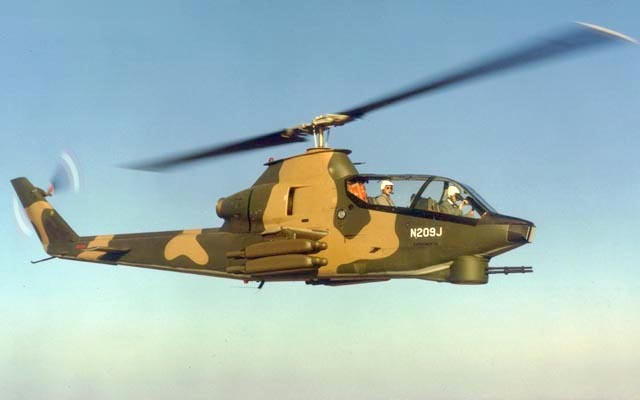
Prototip de l'AH-1 Cobra, el primer helicòpter d'atac pur, la configuració del qual han seguit la majoria d'helicòpters d'atac.

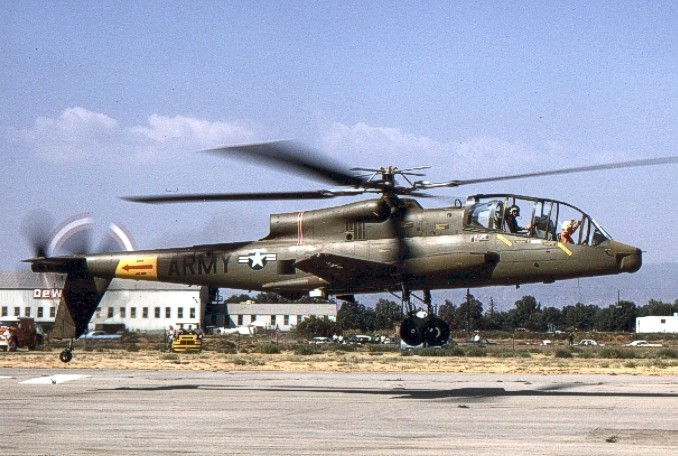
Prototip del AH-56 Cheyenne, programa d'helicòpter d'atac cancel·lat pels Estats Units.

El concepte de suport aeri des d'helicòpters va començar de forma informal durant la Guerra de Corea i es va desenvolupar durant les guerres d'Algèria i del Vietnam. Inicialment, aquest suport era proporcionat per helicòpters utilitaris modificats per a transportar metralladores i coets, aquests foren coneguts com a helicòpters artillers.
A mitjans de la dècada de 1960, durant la Guerra del Vietnam, l'Exèrcit dels Estats Units va arribar a la conclusió que necessitava un helicòpter d'atac construït específicament per a aquest propòsit. Calia una plataforma amb més velocitat i potència de foc que els helicòpters armats en servei, degut a l'increment de l'armament i efectivitat de les tropes del Viet Cong i de l'Exèrcit del Vietnam del Nord. A causa d'aquesta necessitat l'Exèrcit dels Estats Units va estipular els requisits per a un helicòpter d'atac pur en el marc del programa AAFSS ( Advanced Aerial Fire Support System , en català: Sistema de Suport de Foc Aeri Avançat). El disseny d'aeronau seleccionat el 1965 per a aquest programa va ser l'AH-56 Cheyenne de Lockheed.
Mentre el disseny del nou helicòpter d'atac progressava l'exèrcit també cercava millores en l'efectivitat dels helicòpters artillers UH-1 Iroquois en servei. Al final de l'any 1965, un grup d'oficials d'alt nivell van ser elegits per avaluar diversos prototips d'helicòpters d'atac per determinar quin proporcionava el major increment de capacitats pel que fa a l'UH-1B. Tres aparells van aconseguir la major puntuació durant l'avaluació: el Sikorsky S-61, el Kaman H-2 Tomahawk i el Bell AH-1 Cobra. Aquests foren seleccionats per competir en unes proves de vol dutes a terme per la Aviation Test Activity de l'Exèrcit. Després de completar les avaluacions de vol, la Test Activity recomanar el Huey Cobra de Bell com helicòpter armat provisional fins que el Cheyenne fos desplegat. El 13 d'abril de 1966, l'Exèrcit va atorgar a Bell Helicopter un contracte per produir 110 helicòpters AH-1G Cobra. El Cobra tenia el fuselatge estret per fer de l'helicòpter un objectiu més petit, protecció incrementada amb blindatge i una velocitat elevada.

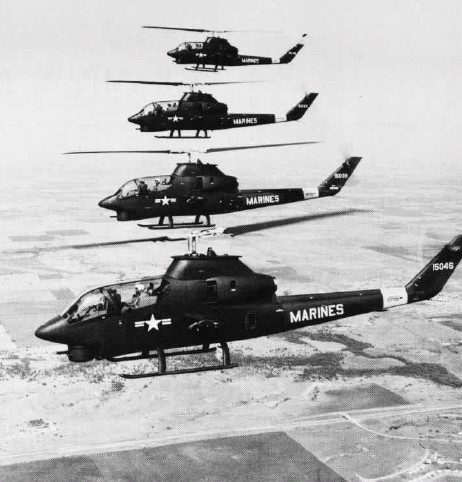
Els primers AH-1G Cobra lliurats al Cos de Marines dels Estats Units.

El 1967, els primers AH-1G van ser desplegats al Vietnam al mateix temps que el Cheyenne completava amb èxit el seu primer vol. Mentre el programa Cheyenne experimentava alguns revessos durant els anys següents a causa de problemes tècnics, l'AH-1 es va anar consolidant com una efectiva plataforma d'armes aèries, malgrat els seus defectes en rendiment en comparació amb l'AH-56, i els seus propis errors de disseny. L'any 1972 el programa del Cheyenne va ser finalment cancel·lat per deixar pas a l'Advanced Attack Helicopter (AAH). Mentre el Cobra, que era una solució "provisional", anava aconseguit una sòlida reputació com a helicòpter d'atac.

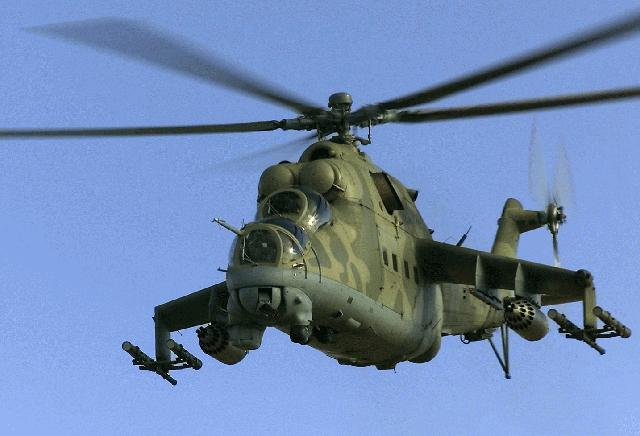
Mil Mi-24 soviètic, amb capacitat per a transport de tropes a més de la seva funció d'atac.

Després de la Guerra del Vietnam, i especialment en la dècada del 1990, l'helicòpter d'atac armat amb míssils va esdevenir una de les principals armes antitancs. Capaços de moure ràpidament a través del camp de batalla i emprendre ràpids atacs en els quals poden llançar diversos míssils gairebé de forma automàtica, els helicòpters representen una gran amenaça fins i tot amb la presència de defenses antiaèries. L'helicòpter de combat va esdevenir una eina important tant per l'Exèrcit dels EUA com per als seus homòlegs del Pacte de Varsòvia en la guerra de tancs, i la majoria dels helicòpters d'atac es va optimitzar cada vegada més per missions antitancs. El Cos de Marines dels Estats Units va continuar usant els helicòpters per a missions de suport aeri proper, amb l'AH-1 Cobra i l'AH-1 Super Cobra. Els primers helicòpters d'atac soviètics, els Mil Mi-24, van mantenir la capacitat per transportar tropes en lloc de només enfocar cap a l'atac.
Encara que en Orient Mitjà els helicòpters d'atac van demostrar àmpliament la seva capacitat com a destructors de blindats, actualment es busca que siguin més polivalents. Les aeronaus d'ala fixa poden ser efectives contra els tancs, però la inigualable capacitat dels helicòpters per volar a baixes altures i baixes velocitats els fan molt apropiats pel suport aeri proper. Hi va haver helicòpters construïts inicialment per a altres tasques que van ser desenvolupats per a missions d'operacions especials, com el MH-6 per a suport extremadament proper.
La capacitat dels helicòpters d'atac per dur a terme operacions d'atac en profunditat, efectuades de manera independent, es va posar en dubte després d'una missió fallida durant l'atac al congost de Karbala  a la Invasió de l'Iraq de 2003. No obstant això, una segona missió a la mateixa zona, quatre dies després, però coordinada amb artilleria i aeronaus d'ala fixa, va tenir un èxit molt més gran amb pèrdues mínimes.

## L'helicòpter d'atac modern

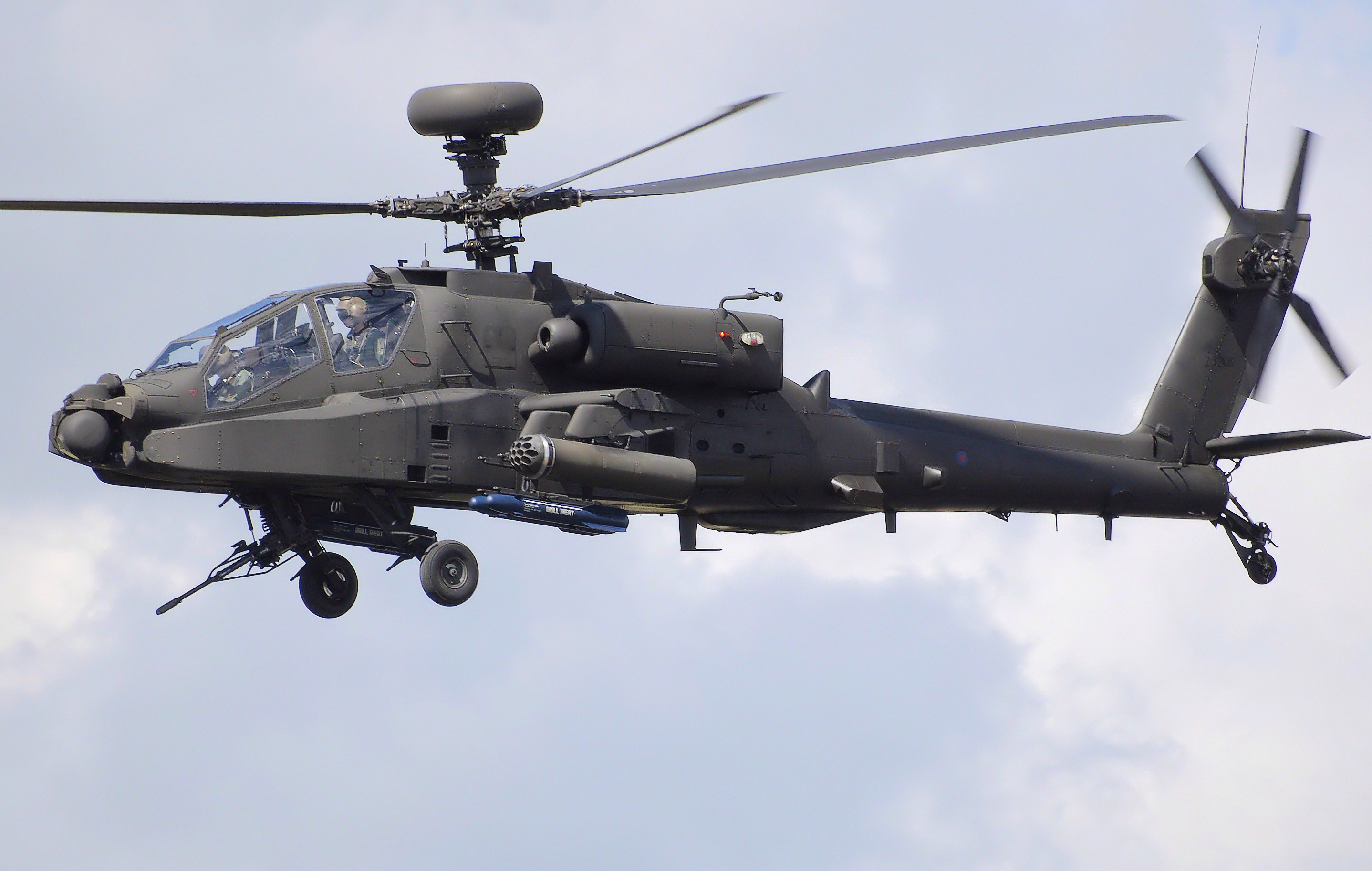
Un AH-64D Apache Longbow de l'Exèrcit Britànic.

A final de la dècada del 1970, l'Exèrcit dels Estats Units va sentir la necessitat de comptar amb més sofisticació dins dels seus cossos d'helicòpters d'atac, que els permetés actuar en condicions tot temps.  Per pal·liar aquesta necessitat es va iniciar el programa "Helicòpter d'Atac Avançat" (en anglès AAH o  Advanced Attack Helicopter ), en què va resultar guanyador el Hughes YAH-64. Les forces armades de la Unió Soviètica, temoroses de l'impuls que l'helicòpter d'atac estava experimentant en els Estats Units, també van sentir necessitat d'un helicòpter més avançat. Per això van demanar a les empreses Kamov i Mil el disseny d'helicòpters més avançats. El concurs el va guanyar oficialment el Kamov Ka-50, però Mil decidir continuar desenvolupant la seva proposta original, el Mil Mi-28. Cal esmentar que el Ka-50 és l'únic helicòpter al món que disposa de seient projectable.

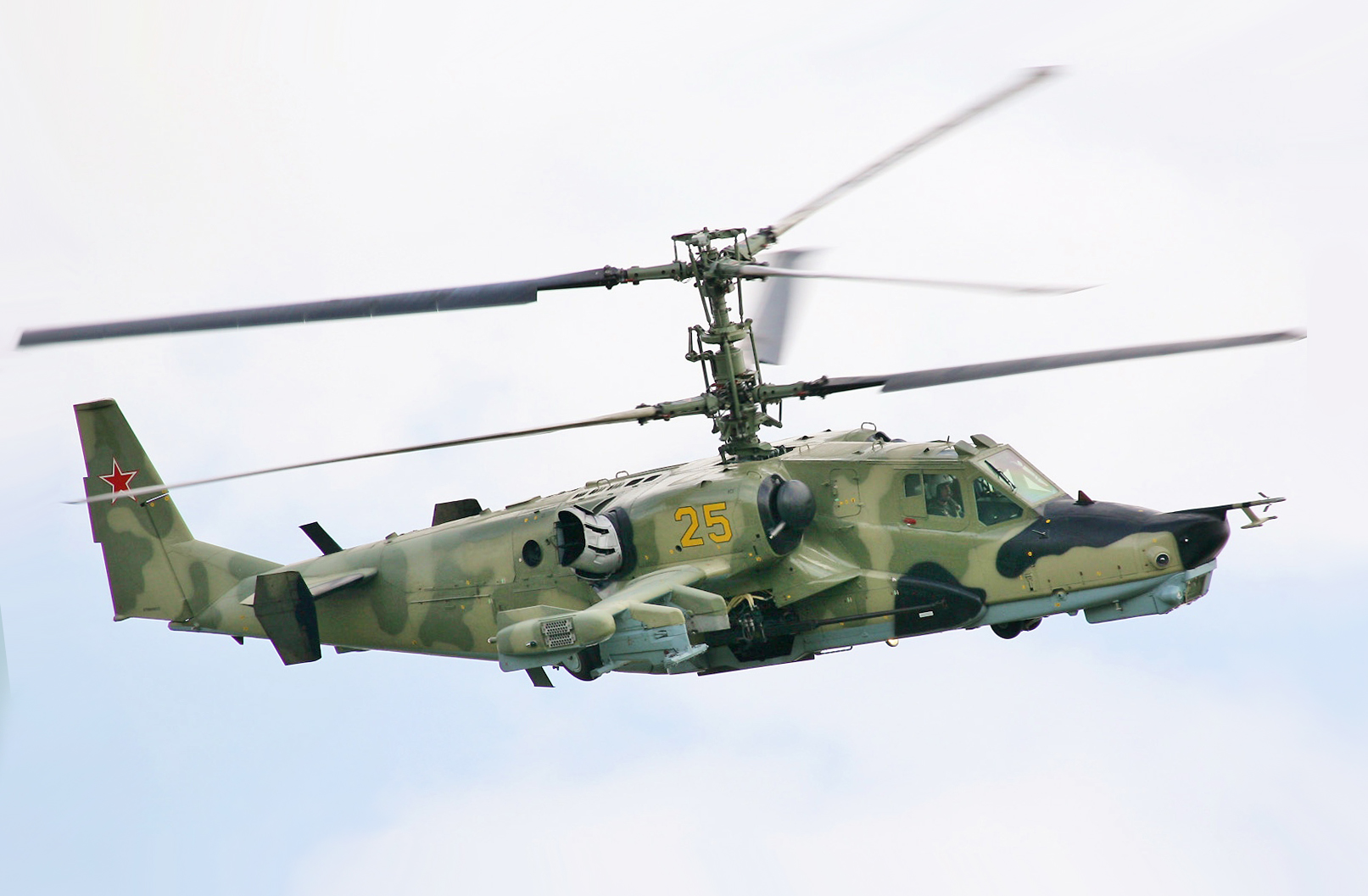
El Kamov Ka-50 amb el seu característic rotor coaxial.

La dècada de 1990 va suposar la consagració del concepte d'helicòpter d'atac nord-americà. Els AH-64 Apache van ser utilitzats àmpliament durant l'Operació Tempesta del Desert amb gran èxit. Els Apache van ser els primers a disparar en aquesta guerra, destruint els emplaçaments de radars d'alerta primerenca i míssils superfície-aire enemics amb els míssils AGM-114 Hellfire. Posteriorment van ser emprats amb eficàcia en les seves dues tasques principals, per l'atac directe contra els mitjans cuirassats enemics i com artilleria aèria en suport de les tropes terrestres. Molts carros de combat enemics van ser destruïts pels míssils Hellfire i els canons dels helicòpters Apache.
En els darrers anys els dissenys dels helicòpters d'atac han continuat evolucionant. L'AH-64D Apache Longbow mostra moltes de les tecnologies avançades, especialment pel que fa a sensors i capacitats d'atac, que marquen el camí pels futurs helicòpters. Els russos estan desplegant el Ka-50 i el Mi-28, comparables als millors dissenys occidentals però amb menor capacitat de coordinació amb sistemes de comandament i control. Diversos analistes militars argumenten que per permetre una major efectivitat els helicòpters d'atac requereixen aquest tipus d'enllaç i coordinació. Des dels seus orígens els helicòpters d'atac s'han incorporat a molts exèrcits del món, cada vegada més com a part d'un sistema d'elements de suport enllaçats.

## Helicòpters d'atac

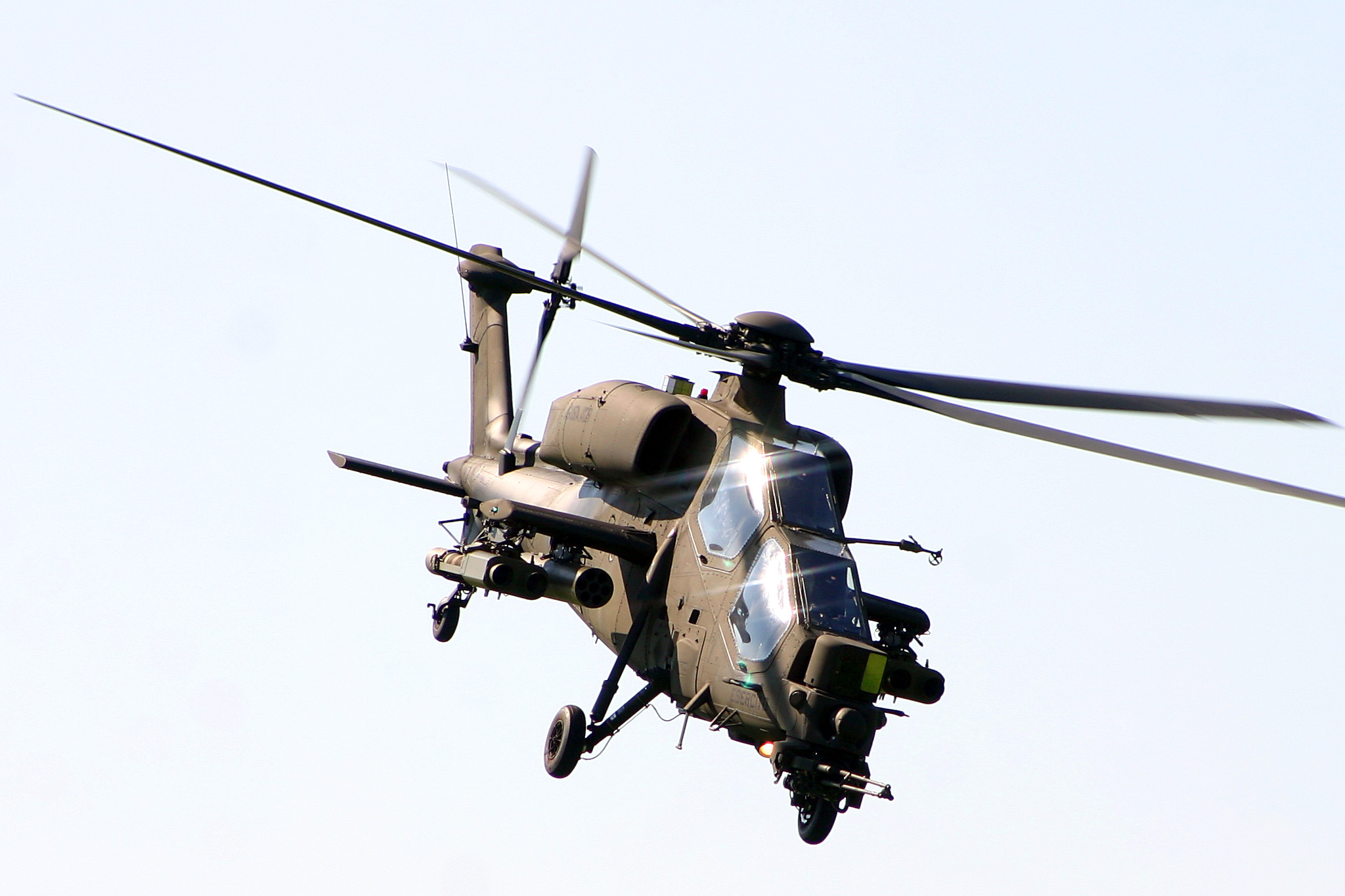
Agusta A129 Mangusta italià.

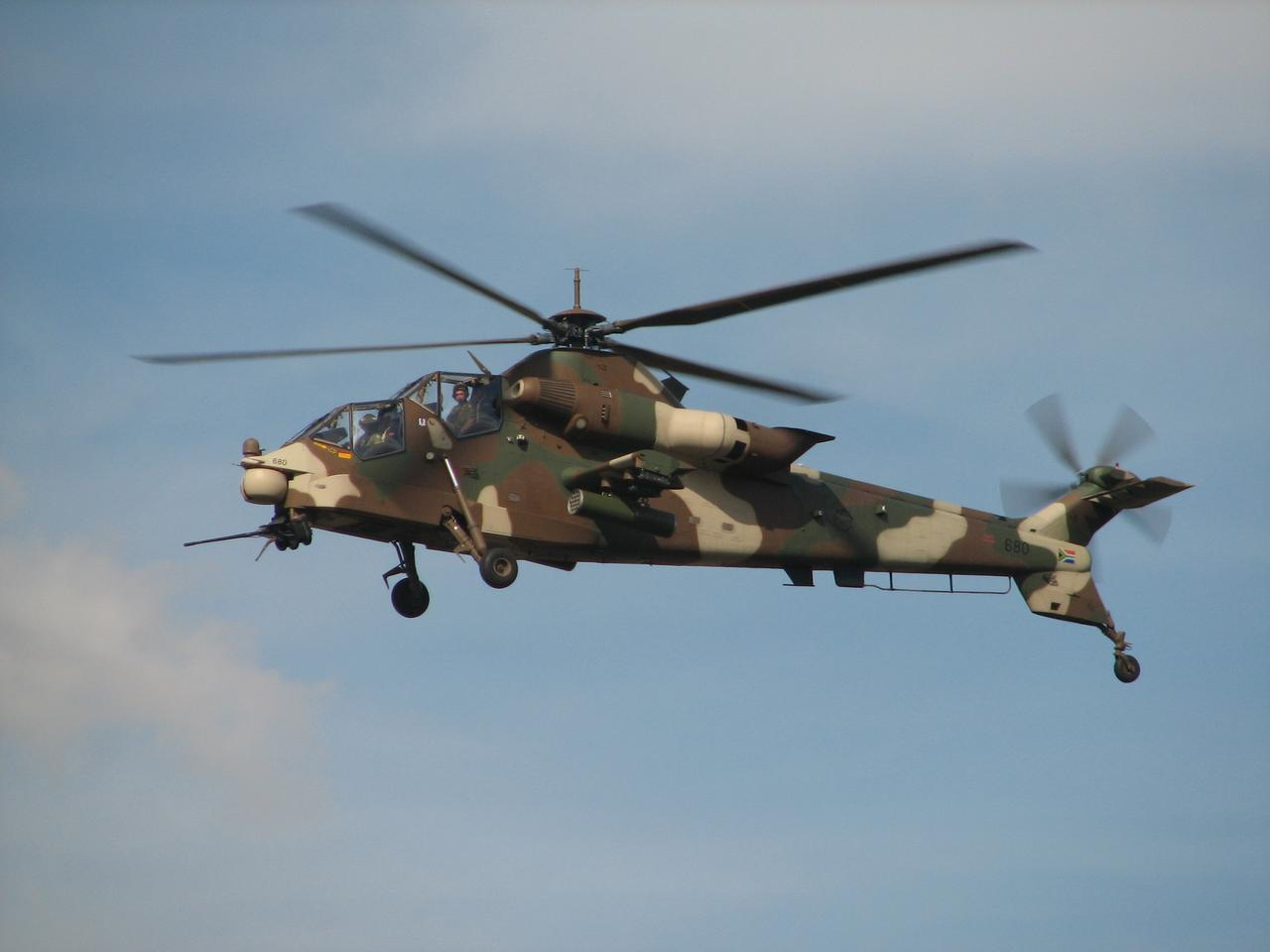
Denel AH-2 Rooivalk sud-africà.

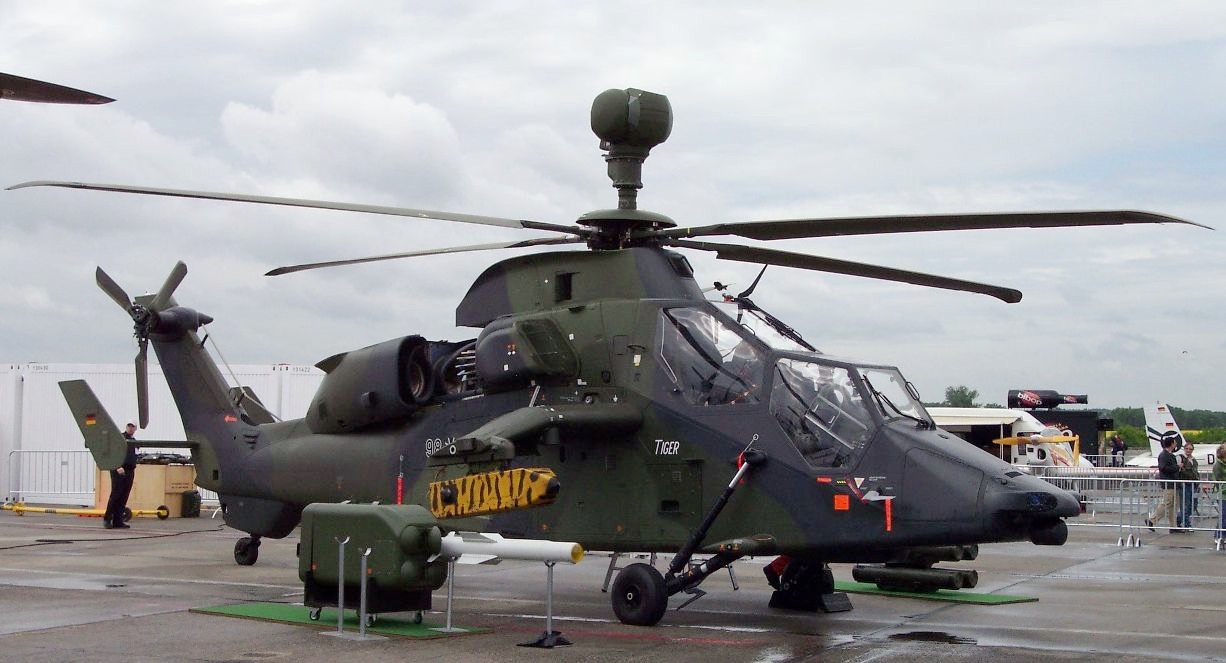
Un Eurocopter Tiger UHT de l'Exèrcit Alemany.

Models d'helicòpters d'atac segons la seva aparició:
| Helicòpter                                               | Primer vol         | Introduït          |
| -------------------------------------------------------- | ------------------ | ------------------ |
| Bell AH-1 Cobra                                          | 1965               | 1967               |
| Lockheed AH-56 Cheyenne                                  | 1967               | Cancel·lat         |
| Bell AH-1 SuperCobra/SeaCobra                            | 1969               | 1971               |
| Mil Mi-24 ("Hind")                                       | 1969               | 1972               |
| Hughes AH-64 Apache (ara Boeing AH-64 Apache)            | 1975               | 1982               |
| Mil Mi-28 ("Havoc")                                      | 1982               | 1996               |
| Kamov Ka-50 Black Shark ("Hokum")                        | 1982               | 1995               |
| Agusta A129 Mangusta (ara AgustaWestland AW129 Mangusta) | 1983               | dècada del 1990    |
| Atles CSH-2 (ara Denel AH-2 Rooivalk)                    | 1990               | 1999               |
| Eurocopter EC 665 Tigre                                  | 1991               | 2003               |
| Boeing-Sikorsky RAH-66 Comanche                          | 1996               | Cancel·lat         |
| Kamov Ka-52 Alligator ("Hokum-B")                        | 1997               | ¿2008?             |
| Bell AH-1Z Viper                                         | 2000               | 2010               |
| HAL Light Combat Helicopter                              | En desenvolupament | En desenvolupament |
| CAIC WZ-10                                               | En desenvolupament | En desenvolupament |